# Valletta
Valletta (/vəˈlɛtə/, phát âm tiếng Malta: [ˈvɐlɛ.tɐ]) là thành phố thủ đô của Malta. Nó nằm ở phía đông nam của đảo Malta, giữa Marsamxett ở phía tây và Cảng Lớn ở phía đông. Dân số của thành phố năm 2014 là 6.444 người, trong khi khu vực đô thị xung quanh nó có dân số 393.938 người. Valletta là thủ đô cực nam của châu Âu.
Các tòa nhà từ thế kỷ 16 của Valletta được xây dựng bởi các Hiệp sĩ Cứu tế. Thành phố mang nét đẹp đặc trưng bởi kiến trúc Baroque với môt số yếu tố của Trường phái kiểu cách, Kiến trúc Tân cổ điển, và Kiến trúc Hiện đại mặc dù Chiến tranh thế giới thứ hai đã để lại những dấu tích lớn cho thành phố, đặc biệt là Nhà hát Opera Hoàng gia thế kỷ 19 đã bị phá hủy. Thành phố chính thức được UNESCO công nhận là Di sản thế giới từ năm 1980.
Các công sự của thành phố bao gồm pháo đài, bức thành nối, Cavalier cùng với các cung điện, vườn và nhà thờ kiểu Baroque đã khiến các nhà cai trị của châu Âu đặt cho thành phố biệt danh là Superissima, trong tiếng Latinh có nghĩa là "Đáng tự hào nhất".

## Lịch sử

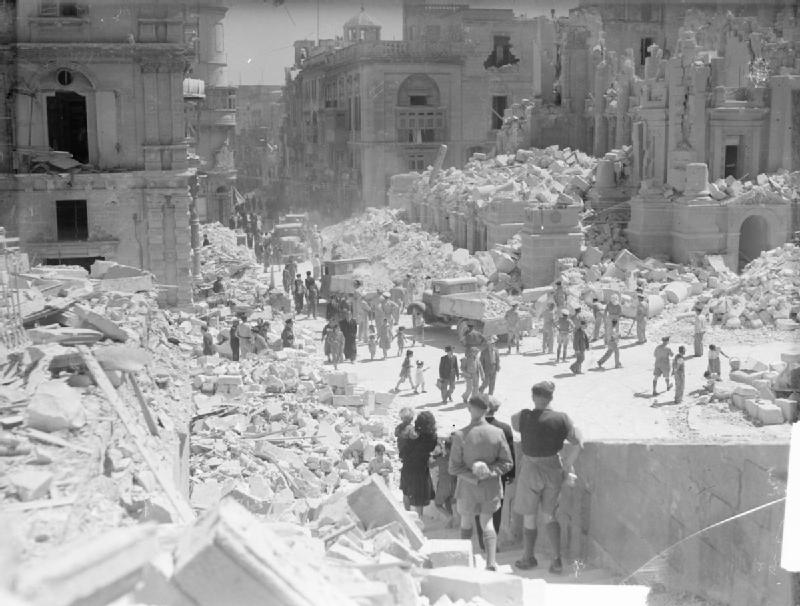
Thiệt hại do bom ở Valletta trong Thế chiến thứ hai.

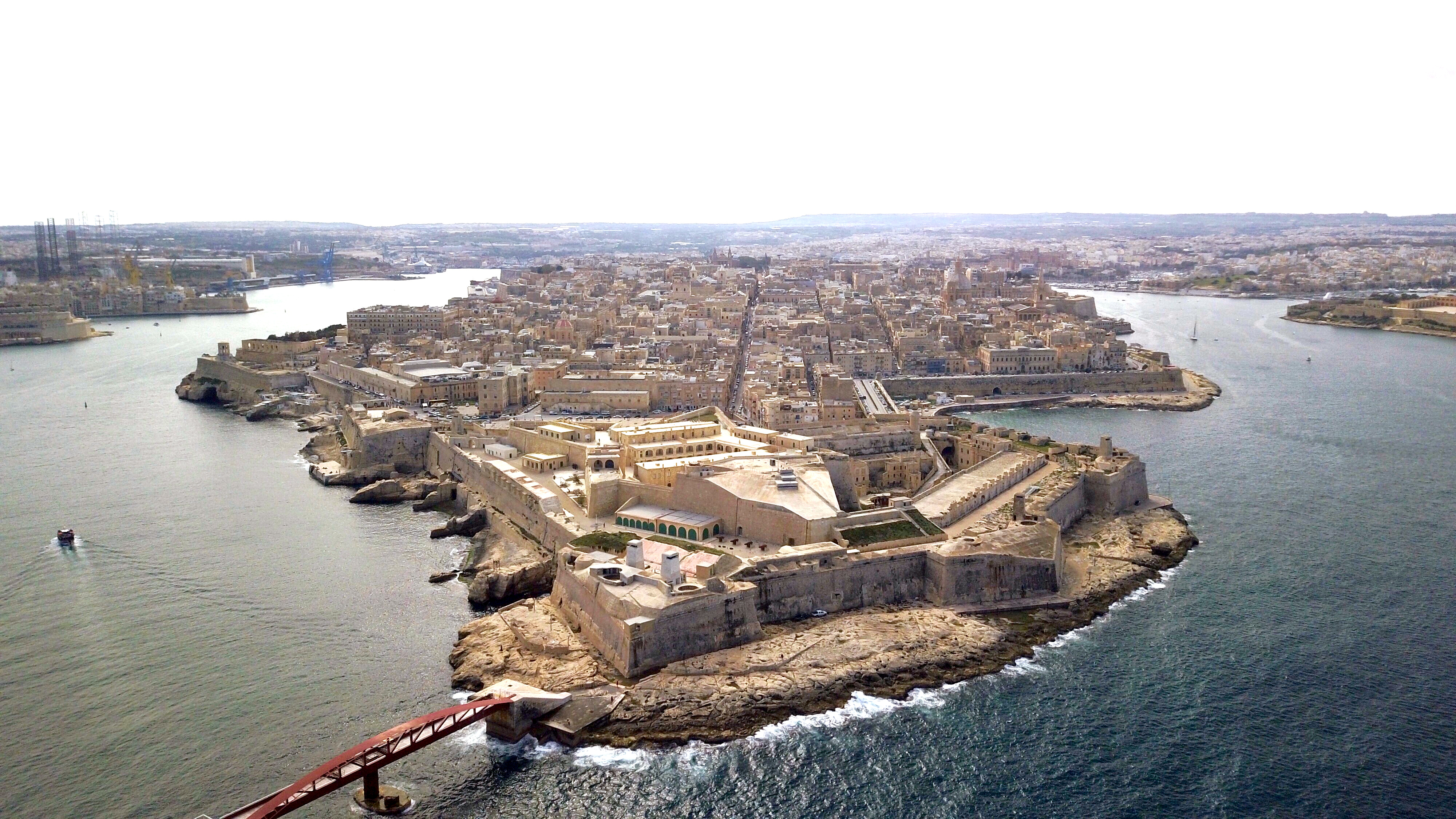
Phố cổ.

Khu vực bán đảo trước đây được gọi là Xagħret Mewwija (Mu' awiya – Meuia; được đặt tên trong thời kỳ Ả Rập) hoặc Ħal Newwija. Mewwija đề cập đến một nơi được bao bọc. Điểm cuối cùng của bán đảo được gọi là Xebb ir-Ras, trong đó có tên bắt nguồn từ ngọn hải đăng tại đó. Một địa chủ đất đai được gọi là Sceberras và giờ cái tên đó là một tên họ của người Malta. Tại một thời điểm, toàn bộ bán đảo được gọi là Sceberras.
Việc xây dựng một thành phố trên bán đảo Sciberras đã được Hội Thánh Gioan đề xuất vào đầu năm 1524. Trước đó, tòa nhà duy nhất trên bán đảo này chỉ là một tháp canh nhỏ dành riêng cho Thánh Elmo được xây dựng vào năm 1488.
Năm 1552, tháp canh bị phá hủy để thay thế bằng Pháo đài Thánh Elmo lớn hơn. Trong cuộc Đại bao vây năm 1565, pháo đài Thánh Elmo đã rơi vào tay đế quốc Ottoman, nhưng cuối cùng các hiệp sĩ hội đã dành thắng lợi trong cuộc bao vây với sự tiếp viện của những người Sicilia. Anh hùng và là thủ lĩnh của hội Thánh Gioan là Jean de Valette ngay lập tức lên kế hoạch xây dựng một thành phố phòng thủ mới trên bán đảo Sciberras để củng cố vị trí của hội ở Malta và trói chân các hiệp sĩ khác ở lại đảo. Thành phố được lấy tên của ông là La Valletta.
Jean de Valette đã yêu cầu các vị vua và hoàng tử khắp châu Âu giúp đỡ và được chấp nhận nhờ sự nổi tiếng ngày càng tăng của Hội sau khi giành thắng lợi trong cuộc bao vây. Giáo hoàng Piô V đã gửi kiến trúc sư quân sự nổi tiếng của mình là Francesco Laparelli đến Valletta để thiết kế thành phố mới, trong khi Felipe II của Tây Ban Nha cũng đã viện trợ chi phí đáng kể. Viên gạch đầu tiên được chính Jean de Valette đặt vào ngày 28 tháng 3 năm 1566. Viên gạch đầu tiên đó sau này trở thành Nhà thờ Đức Mẹ Đồng Trinh của Chiến thắng.
Trong cuốn sách Dell’Istoria della Sacra Religione et Illustrissima Militia di San Giovanni Gierosolimitano được viết từ năm 1594 đến 1602, Giacomo Bosio viết rằng, ông đã được nghe một nhóm người lớn tuổi Malta nói: "Iegi zimen en fel wardia col sceber raba iesue uquie", có nghĩa là "Sẽ đến lúc mọi mảnh đất trên đồi Sciberras sẽ có giá trị bằng vàng".
Jean de Valette qua đời vì đột quỵ vào ngày 21 tháng 8 năm 1568 ở tuổi 74 và chưa bao giờ được chứng kiến thành phố của mình được hoàn thành. Thi hài ông ban đầu được an táng, phần còn lại của ông hiện yên nghỉ tại Nhà thờ chính tòa phụ Thánh Gioan cùng với nhiều Thủ lĩnh Hiệp sĩ Malta khác.
Francesco Laparelli là người thiết kế chính của thành phố mang kiến trúc Malta thời Trung cổ với những con đường và con hẻm ngoằn ngoèo bất thường. Ông đã thiết kế thành phố trên một sơ đồ lưới hình chữ nhật. Đường phố được thiết kế rộng và thẳng bắt đầu tại Cổng thành và kết thúc tại Pháo đài Thánh Elmo (được xây dựng lại) nhìn ra Địa Trung Hải. Một số pháo đài được xây dựng cao 47 mét (154 ft). Trợ lý của ông là kiến trúc sư người Malta Girolamo Cassar, người sau đó trực tiếp giám sát việc xây dựng thành phố sau cái chết của Laparelli năm 1570.
Thành phố Valletta hầu như hoàn thành vào đầu những năm 1570 và nó trở thành thủ đô vào ngày 18 tháng 3 năm 1571 khi thủ lĩnh Pierre de Monte chuyển từ chỗ ở của mình từ Pháo đài Thánh Angelo ở Birgu đến Cung điện Thủ lĩnh ở Valletta. Bảy khu nhà nghỉ được xây dựng để dành cho các bộ phận khác nhau của Hội và chúng được hoàn thành vào những năm 1580. Cái thứ tám là Auberge de Bavière được thêm vào thế kỷ 18. Dưới triều đại của thủ lĩnh thứ 56 Antoine de Paule, hội đã quyết định xây dựng thêm các công sự để bảo vệ Valletta được gọi là Tuyến Floriana theo tên của kiến trúc sư thiết kế ra là Pietro Paolo Floriani tới từ Macerata. Đến thời kỳ của António Manoel de Vilhena, một thị trấn bắt đầu được hình thành giữa các bức tường của Valletta và Floriana, phát triển từ vùng ngoại ô của Valletta đến Floriana, một thị trấn theo đúng nghĩa.
Năm 1634, vụ nổ nhà máy thuốc súng đã khiến 22 người thiệt mạng tại Valletta. Năm 1749, những người nô lệ Hồi giáo âm mưu giết thủ lĩnh Manuel Pinto da Fonseca và chiếm lấy Valletta, nhưng âm mưu nổi dậy đã bị đàn áp trước khi nó bắt đầu do kế hoạch của họ bị rò rỉ ra. Dưới triều đại của mình, Pinto đã tô điểm cho thành phố bằng nhiều công trình kiến trúc Baroque cùng nhiều tòa nhà quan trọng như Auberge de Castille đã được tu sửa hoặc xây dựng lại hoàn toàn theo phong cách kiến trúc mới. Năm 1775, dưới thời kỳ của Francisco Ximenes de Texada, một cuộc nổi dậy không thành công được biết đến là Cuộc nổi dậy của các linh mục xảy ra. Pháo đài Thánh Elmo và Cavalier Thánh James bị phiến quân chiếm giữ nhưng cuối cùng cuộc nổi dậy đã bị đàn áp.
Năm 1798, các Hiệp sĩ Dòng rời đảo và sự chiếm đóng của Pháp tại Malta bắt đầu. Sau khi người Malta nổi dậy, quân đội Pháp tiếp tục chiếm giữ Valletta và khu vực bến cảng xung quanh, cho đến khi họ đầu hàng người Anh vào tháng 9 năm 1800. Vào đầu thế kỷ 19, Toàn quyền Anh Henry Pigot đã đồng ý phá hủy phần lớn các công sự của thành phố. Việc phá hủy một lần nữa được đề xuất vào những năm 1870 và 1880, nhưng nó không bao giờ được thực hiện và các công sự vẫn còn tồn tại, phần lớn còn nguyên vẹn cho đến ngày nay.
Cuối cùng, các dự án xây dựng ở Valletta được nối lại dưới sự cai trị của Anh. Các dự án này bao gồm mở rộng cổng, phá hủy và xây dựng lại các công trình, mở rộng các ngôi nhà và xây dựng các dự án dân sự. Tuyến đường sắt Malta nối Valletta đển Mdina đã chính thức khai trương vào năm 1883. Tuy nhiên, nó đã bị đóng cửa vào năm 1931 sau khi xe buýt được sử dụng và trở thành phương tiện giao thông phổ biến trên đảo.
Năm 1939, Valletta bị bỏ rơi và trở thành căn cứ Hạm đội Địa Trung Hải của Anh do vị trí nằm gần Ý và trở thành điểm nóng của Cuộc bao vây Malta kéo dài tới 2 năm sau đó. Các cuộc không kích của Đức Quốc xã và Ý trong suốt Chiến tranh thế giới lần thứ hai đã tạo ra cảnh tàn phá ở Valletta và phần còn lại của khu vực cảng. Nhà hát Opera Hoàng gia là một trong những công trình bị phá hủy hoàn toàn.
Năm 1980, Thế vận hội cờ vua lần thứ 24 đã diễn ra tại Valletta. Cùng năm đó, toàn bộ thành phố cũng đã được UNESCO công nhận là Di sản thế giới. Vào ngày 11 tháng 11 năm 2015, Valletta đã tổ chức Hội nghị thượng đỉnh về Nhập cư, trong đó có các nhà lãnh đạo châu Âu và châu Phi cùng nhau thảo luận về Khủng hoảng người nhập cư châu Âu. Thành phố cùng với Leeuwarden được chọn là Thủ đô Văn hóa châu Âu năm 2018.

## Địa lý

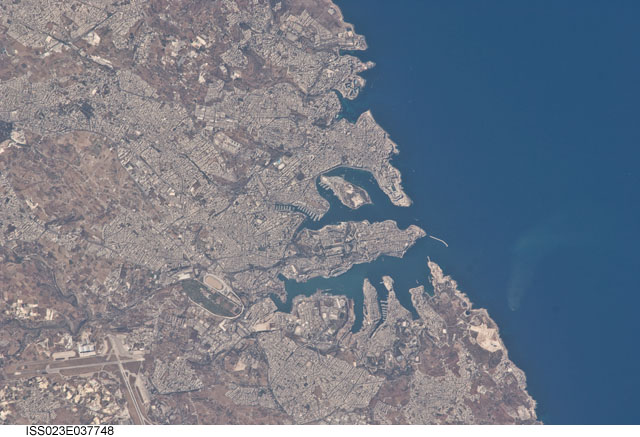
Ảnh vệ tinh của Valletta

Bán đảo Valletta có hai bến cảng tự nhiên là Marsamxett và Cảng Lớn Valletta. Lớn hơn cả là Cảng Lớn với một khu cảng dỡ hàng tại Marsa gần đó. Một ga điều hướng đặt dọc theo bờ biển cũ của Bến cảng Valletta nơi mà Thủ lĩnh Manuel Pinto da Fonseca cho xây dựng.
Valletta có khí hậu Địa Trung Hải, ấm áp và khô vào mùa hè, dễ chịu và ẩm ướt vào mùa đông, với nhiệt độ trung bình là trên 19 °C (66 °F). Valletta trải qua sự thiếu hụt lượng mưa trong những tháng mùa hè và hầu hết lượng mưa xảy ra trong những tháng mùa đông. Nhiệt độ mùa đông được điều tiết bởi gần biển của thành phố. Kết quả là thành phố có mùa đông ôn hòa. Nhiệt độ trung bình cao dao động quanh 15 °C (59 °F) vào tháng 1 cho tới 31 °C (88 °F) vào tháng 8, trong khi nhiệt độ trung bình thấp quanh ngưỡng 9 °C (48 °F) trong tháng 1 cho tới 22 °C (72 °F) trong tháng 8. Phân loại khí hậu Köppen xếp Valletta có khí hậu Địa Trung Hải mùa hè khô nóng.
| Dữ liệu khí hậu của Valletta, Malta 1960–1990 | Dữ liệu khí hậu của Valletta, Malta 1960–1990 | Dữ liệu khí hậu của Valletta, Malta 1960–1990 | Dữ liệu khí hậu của Valletta, Malta 1960–1990 | Dữ liệu khí hậu của Valletta, Malta 1960–1990 | Dữ liệu khí hậu của Valletta, Malta 1960–1990 | Dữ liệu khí hậu của Valletta, Malta 1960–1990 | Dữ liệu khí hậu của Valletta, Malta 1960–1990 | Dữ liệu khí hậu của Valletta, Malta 1960–1990 | Dữ liệu khí hậu của Valletta, Malta 1960–1990 | Dữ liệu khí hậu của Valletta, Malta 1960–1990 | Dữ liệu khí hậu của Valletta, Malta 1960–1990 | Dữ liệu khí hậu của Valletta, Malta 1960–1990 | Dữ liệu khí hậu của Valletta, Malta 1960–1990 |
| Tháng                                         | 1                                             | 2                                             | 3                                             | 4                                             | 5                                             | 6                                             | 7                                             | 8                                             | 9                                             | 10                                            | 11                                            | 12                                            | Năm                                           |
| --------------------------------------------- | --------------------------------------------- | --------------------------------------------- | --------------------------------------------- | --------------------------------------------- | --------------------------------------------- | --------------------------------------------- | --------------------------------------------- | --------------------------------------------- | --------------------------------------------- | --------------------------------------------- | --------------------------------------------- | --------------------------------------------- | --------------------------------------------- |
| Cao kỉ lục °C (°F)                            | 22.2 (72.0)                                   | 26.7 (80.1)                                   | 33.5 (92.3)                                   | 30.7 (87.3)                                   | 35.3 (95.5)                                   | 40.1 (104.2)                                  | 42.7 (108.9)                                  | 43.8 (110.8)                                  | 37.4 (99.3)                                   | 34.5 (94.1)                                   | 28.2 (82.8)                                   | 24.3 (75.7)                                   | 43.8 (110.8)                                  |
| Trung bình ngày tối đa °C (°F)                | 15.2 (59.4)                                   | 15.5 (59.9)                                   | 16.7 (62.1)                                   | 19.1 (66.4)                                   | 23.3 (73.9)                                   | 27.5 (81.5)                                   | 30.7 (87.3)                                   | 30.7 (87.3)                                   | 28.0 (82.4)                                   | 24.2 (75.6)                                   | 20.1 (68.2)                                   | 16.7 (62.1)                                   | 22.3 (72.2)                                   |
| Trung bình ngày °C (°F)                       | 12.2 (54.0)                                   | 12.4 (54.3)                                   | 13.4 (56.1)                                   | 15.5 (59.9)                                   | 19.1 (66.4)                                   | 23.0 (73.4)                                   | 25.9 (78.6)                                   | 26.3 (79.3)                                   | 24.1 (75.4)                                   | 20.7 (69.3)                                   | 17.0 (62.6)                                   | 13.8 (56.8)                                   | 18.6 (65.5)                                   |
| Tối thiểu trung bình ngày °C (°F)             | 9.2 (48.6)                                    | 9.3 (48.7)                                    | 10.1 (50.2)                                   | 11.9 (53.4)                                   | 14.9 (58.8)                                   | 18.4 (65.1)                                   | 21.0 (69.8)                                   | 21.8 (71.2)                                   | 20.1 (68.2)                                   | 17.1 (62.8)                                   | 13.9 (57.0)                                   | 11.0 (51.8)                                   | 14.9 (58.8)                                   |
| Thấp kỉ lục °C (°F)                           | 1.4 (34.5)                                    | 1.7 (35.1)                                    | 2.2 (36.0)                                    | 4.4 (39.9)                                    | 8.0 (46.4)                                    | 12.6 (54.7)                                   | 15.5 (59.9)                                   | 15.9 (60.6)                                   | 13.2 (55.8)                                   | 8.0 (46.4)                                    | 5.0 (41.0)                                    | 3.6 (38.5)                                    | 1.4 (34.5)                                    |
| Lượng Giáng thủy trung bình mm (inches)       | 89.0 (3.50)                                   | 61.0 (2.40)                                   | 41.0 (1.61)                                   | 23.0 (0.91)                                   | 7.0 (0.28)                                    | 3.0 (0.12)                                    | 0.0 (0.0)                                     | 7.0 (0.28)                                    | 40.0 (1.57)                                   | 90.0 (3.54)                                   | 80.0 (3.15)                                   | 112.0 (4.41)                                  | 553 (21.77)                                   |
| Độ ẩm tương đối trung bình (%)                | 79                                            | 79                                            | 79                                            | 77                                            | 74                                            | 71                                            | 69                                            | 73                                            | 77                                            | 78                                            | 77                                            | 79                                            | 76                                            |
| Số giờ nắng trung bình tháng                  | 169.0                                         | 178.0                                         | 227.0                                         | 253.0                                         | 309.0                                         | 336.0                                         | 376.0                                         | 352.0                                         | 270.0                                         | 223.0                                         | 195.0                                         | 161.0                                         | 3.049                                         |
| Nguồn 1: ClimateData.EU                       |                                               |                                               |                                               |                                               |                                               |                                               |                                               |                                               |                                               |                                               |                                               |                                               |                                               |
| Nguồn 2: NSO Malta                            |                                               |                                               |                                               |                                               |                                               |                                               |                                               |                                               |                                               |                                               |                                               |                                               |                                               |

## Kiến trúc

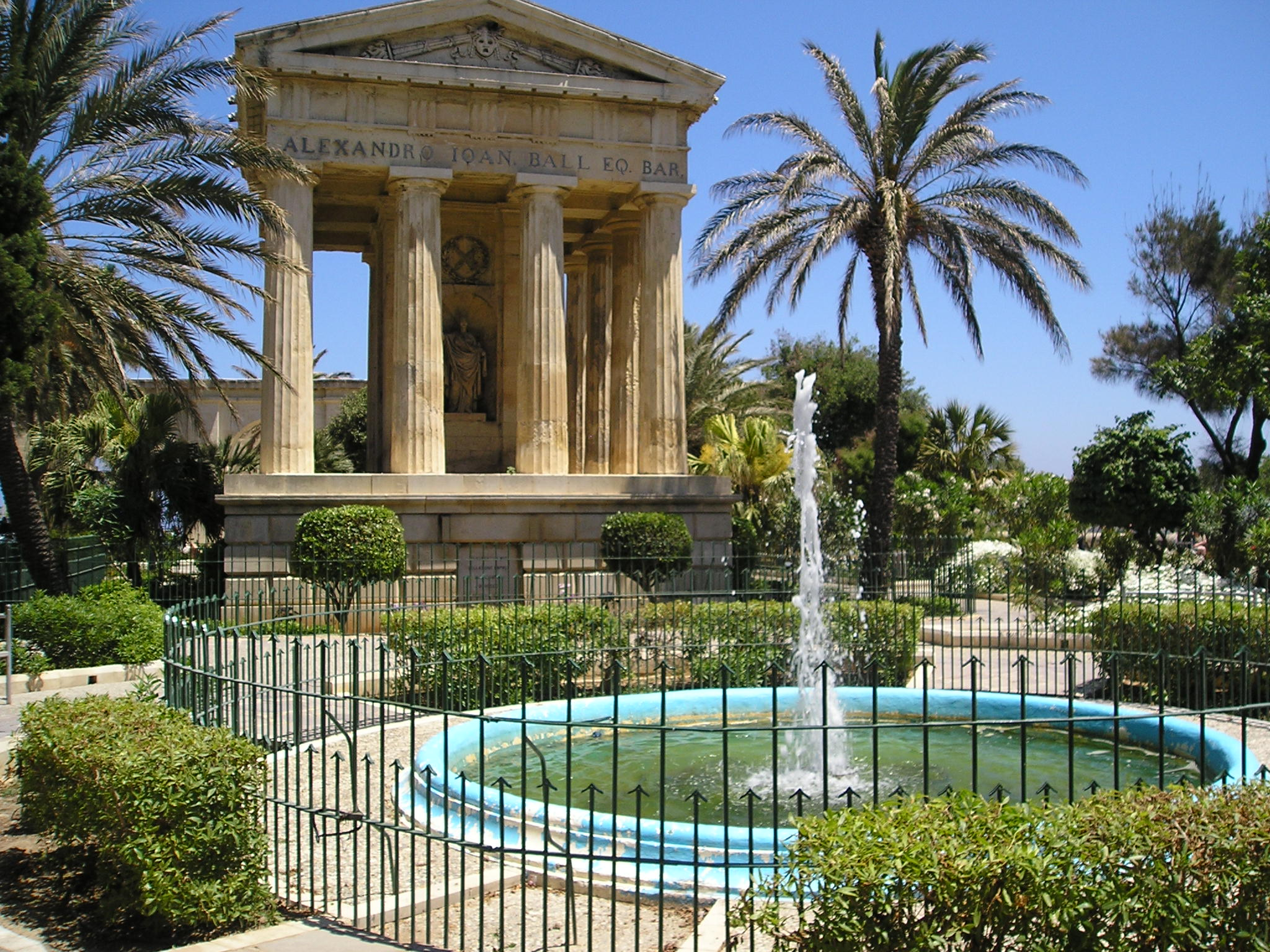
Vườn Hạ Barrakka và các di tích tưởng niệm.

Kiến trúc đường phố và quảng trường ở Valletta mang kiến trúc Baroque thế kỷ 16 cho đến Kiến trúc Hiện đại. Thành phố là trung tâm văn hóa chính của hòn đảo và có một bộ sưu tập độc đáo gồm các nhà thờ, cung điện và bảo tàng và hoạt động như là một trong những điểm thu hút khách chính của thành phố. Khi thủ tướng tương lai của Anh Benjamin Disraeli đến thăm thành phố vào năm 1830, ông đã mô tả nó là "một thành phố của các quý ông được xây dựng bởi các quý ông" và nhận xét rằng, Valletta tương xứng với kiến trúc cao quý của nó, nó nổi trội hơn bất kỳ thủ đồ nào ở châu Âu. Và trong các từ ngữ khác ông còn ví nó với Venice và Cádiz, đầy đủ các cung điện xứng tầm với kiến trúc của Palladio.
Các tòa nhà quan trọng nhất trong thành phố trong đó phải kể đến Nhà thờ chính tòa phụ Thánh Gioan, trước đây được gọi là Nhà thờ Hiệp sĩ Malta. Nó là nơi lưu trữ tác phẩm duy nhất được ký và bức tranh lớn nhất được vẽ bởi họa sĩ Michelangelo Merisi da Caravaggio. Đó là tác phẩm Thánh Gioan bị chặt đầu, là kiệt tác xuất sắc nhất của ông và được Jonathan Jones mô tả là một trong mười tác phẩm hội họa vĩ đại nhất mọi thời đại. Auberge de Castille trước đây là chỗ ngồi chính thức của các Hiệp sĩ Malta ngày nay là Văn phòng của Thủ tướng Malta. Cung điện của Thủ lĩnh được xây dựng từ năm 1571 đến 1574 và trước đây là nơi ở của các Thủ lĩnh Hiệp sĩ Malta, từng là trụ sở của Quốc hội Malta, và hiện nay là Văn phòng của Tổng thống Malta.
Bảo tàng Mỹ thuật Quốc gia là một cung điện mang kiến trúc Rococo có niên đại từ cuối những năm 1570, từng phục vụ như là nơi cư trú chính thức của Tổng tư lệnh Hạm đội Địa Trung Hải của Anh từ những năm 1820 trở đi. Nhà hát Manoel được xây dựng trong 11 tháng đầu năm 1731 theo lệnh của Thủ lĩnh António Manoel de Vilhena là một trong những rạp hát còn hoạt động lâu đời nhất ở châu Âu. Trung tâm hội nghị Địa Trung Hải được xây dựng vào năm 1574 trước đây là một trong những bệnh viện nổi tiếng nhất châu Âu trong thời Phục hưng. Ngoài ra là các công sự của cảng được xây dựng như là một phần của một loạt các pháo đài, cavalier, thành lũy cao khoảng 100 mét (330 ft), tất cả đều tạo lên nét đẹp độc đáo của thành phố.

## Giao thông vận tải
Thành phố được phục vụ bởi Sân bay quốc tế Malta nằm cách thị trấn Luqa 8 kilômét (5,0 mi). Hệ thống giao thông công cộng ở Valletta phát triển với việc xe buýt được sử dụng chủ yếu, kết nối với các đô thị ngoài Cổng thành. Giao thông trong chính thành phố bị hạn chế, với một số tuyến đường chính là khu vực dành cho người đi bộ. Vào năm 2006, một hệ thống bến và bãi đỗ xe đã được triển khai để tăng tính diện tích sử dụng của các bãi đỗ xe trong thành phố. Mọi người có thể để xe ở bãi đậu xe Floriana gần đó và chuyển sang xe van trong phần còn lại của chuyến đi.
Năm 2007, kế hoạch về việc thu phí tắc đường để giảm thiểu việc đỗ xe và giao thông đường dài. Hệ thống dựa trên việc Tự động nhận dạng biển số sẽ chụp ảnh các phương tiện khi vào và ra khỏi khu vực và chủ phương tiện được trích lập hóa đơn theo thời gian lưu trú.\

## Thành phố kết nghĩa
Valletta kết nghĩa với:
- Palermo, Ý